# ペ・イクファン
ペ・イクファン（배익환、1956年11月19日 - 2014年7月24日）は韓国の男性バイオリニスト。
| スタブアイコン | サブスタブ | この項目は、まだ閲覧者の調べものの参照としては役立たない、人物に関連した書きかけの項目です。この項目を加筆・訂正などしてくださる協力者を求めています（P:人物伝/PJ:人物伝）。 |